# NGC 518
NGC 518は、うお座の方角にある渦巻銀河である。1864年12月17日にドイツの天文学者アルベルト・マルトが発見した。